# 天南星
（學名：Arisaema heterophyllum）是天南星科天南星属的植物。

## 形态
多年生有毒草本；块茎略呈球形；掌状复叶，披针形小叶；夏季开花，肉穗花序外包紫色或绿色佛焰苞；浆果多数，成熟时为鲜红色。

## 分布
分布于朝鲜、日本、臺灣以及中国大陆的除西北和西藏外的大部分省区等地，生长于海拔300米至2,700米的地区，见于灌丛或草地。

## 药用
中医上以球茎入药，性温、味苦辛，有毒，功能祛风化痰，主治中风、破伤风、小儿惊风、风痰癫痫等症；外敷痈肿。
本品研末用牛胆汗拌制而成，称“胆南星”，性凉、味苦，功能清火化痰、镇惊定痫，主治惊痫、痰厥、风痰、眩晕等症。

## 别名
- 南星、半边莲（重庆奉节、湖北巴东）
- 狗爪半夏（四川马边）
- 虎掌半夏（四川合江）
- 麻芋子（四川峨眉）
- 大半夏（四川剑阁）
- 独足伞（重庆合川）
- 山魔芋、虎掌（四川金城、浙江昌化）
- 蛇头蒜（广东英德）
- 锁喉莲（湖北巴东）
- 蛇草头（湖北罗田）
- 独脚莲（浙江镇海）
- 蛇包谷（浙江淳安）
- 独叶一枝枪、青杆独叶一枝枪（浙江杭州）
- 蛇六谷（浙江宁波、临安）
- 天凉伞（浙江开化）
- 蛇棒头（浙江遂昌、临安）
- 双隆芋（广西凌乐）
- 逢人不见面、不求人（广西全州）

## 延伸阅读
[在维基数据编辑]
 《欽定古今圖書集成·博物彙編·草木典·天南星部》，出自陈梦雷《古今圖書集成》
 《植物名實圖考·天南星》，出自吳其濬《植物名實圖考》

## 外部連結
- 天南星 Tiannanxing （页面存档备份，存于） 藥用植物圖像數據庫 (香港浸會大學中醫藥學院) （中文）（英文）
- 天南星 中藥材圖像數據庫  (香港浸會大學中醫藥學院) （中文）（英文）